# Étienne de Senlis
Étienne de Senlis est un archidiacre de Notre-Dame de Paris, doyen de l'Église d'Orléans, élu évêque de Paris de 1123 à sa mort le 6 mai 1142.

## Biographie
Fils de Gui Ier de Senlis dit de La Tour, seigneur de Chantilly, Ermenonville, Drancy, Villepinte, Bray-sur-Aunette, et de fiefs à Pantin, Survilliers, et de Berta (Berthe) son épouse. Descendant des comtes de Senlis, possesseurs de la charge de grand bouteiller de France.
Grand réformateur des abbayes de son diocèse il fut en lutte contre son archidiacre Étienne de Garlande (v. 1070-1150), comme le reste de ces deux familles au cours de ce XIIe siècle. Étienne de Garlande ôta la bouteillerie royale à ses profits au frère d'Étienne de Senlis, pour les donner à son propre frère. Ami de Bernard de Clairvaux (v. 1090-1153), et des Victorins, il appartient au groupe des réformateurs ce qui sera la source de ses nombreux problèmes.
Vers le mois de novembre 1126, le premier conflit éclate entre lui et les membres du chapitre cathédral, dans le cadre du transfert des locaux scolaires sur le domaine de l'évêque. Gualo magister scolaticus, et Algrin d'Étampes, très liés avec Étienne de Garlande font appel au métropolitain de Sens. Etienne de Senlis refuse et décide de porter l'affaire devant le pape. C'est finalement Suger (v.1080-1151), abbé de l'abbaye de Saint-Denis qui est retenu avec Gilduin (?-1155), successeur de Guillaume de Champeaux à la tête de l'abbaye Saint-Victor de Paris en 1113, tous deux amis de l'évêque et en froid avec Etienne de Garlande.  Le Chapitre de Notre-Dame de Paris perdant ainsi le contrôle de l'enseignement au profit de l'évêque. Les locaux sont transférés de l'autre côté de l'église dans un local jouxtant la curie épiscopale.
Puis c'est avec Thibaut le Notaire, ancien chancelier de l'Église de Paris, et archidiacre de Notre-Dame de Paris qu'Étienne de Senlis entre en conflit dont l'origine est l'excommunication d'un chanoine et l'interdit d'un territoire portés  de manière illégale par l'archidiacre selon l'évêque. Étienne de Senlis en appel à Rome. Une commission cardinalice précise les limites des pouvoirs de l'archidiacre.
L'Évêque poursuit la même politique que ses deux prédécesseurs Gilbert (Girbert) (1116-1123) et Galon (1104-1116) très favorable à Saint-Victor de Paris en obtenant que le roi accorde dès 1124-1125 une prébende dans plusieurs collégiales :Château-Landon, Melun, Étampes, Dreux, Mantes, Poissy,Pontoise, Montlhéry, et Corbeil dans cet acte il est fait mention du don des annats qu'Étienne de Senlis prodigue avec l'assentiment du roi de plusieurs églises : Notre-Dame de Paris, Saint-Germain l'Auxerrois, Saint-Cloud, Saint-Martin de Champeaux, ce qui fait de l'abbaye Saint-Victor de Paris la mieux pourvue du domaine royal, dix ans après sa fondation.
Vers 1128, Étienne de Senlis pense pouvoir attribuer une prébende de chanoine de Notre-Dame de Paris à l'abbaye Saint-Victor dans l'espoir possible de réintroduire un peu plus d'esprit religieux et de régularité au sein du chapitre de sa cathédrale. C'est aussitôt une levée de boucliers de la part des chanoines et archidiacres complètement hostiles à toutes innovations dans le fonctionnement traditionnel de leur institution. Ils en appellent au roi qui pour une fois donne raison aux chapelains contre leur évêque. Étienne de Senlis ne supporte pas ce camouflet et jette l'interdit sur le roi et ses possessions. Il est soutenu dans cet acte par Geoffroy de Lèves (1115-1149), évêque de  Chartres, et par Henri Ier Sanglier archevêque de Sens
Mort à Paris il est inhumé dans l'église abbatiale de l'abbaye Saint-Victor de Paris.

## Famille
Il est le quatrième enfant, d'une fratrie de cinq ou six enfants, dont :
- Gui II de Senlis dit "de La Tour" (?-1111/12), Grand-Bouteiller de France (1071-1076)
- Louis Ier de Senlis (v.1070-1140), Bouteiller de France (1127-1132), sans postérité
- Guillaume Ier " Le Loup de Senlis" (?-1148), Bouteiller de France (1131-1147), croisé avec le roi Louis le Jeune, époux de Adeline ou (Adelvise- Adelvie) dont postérité:
  - Gui III "Le Bouteiller de Senlis", Bouteiller de France (1147) époux en 1152 de Marguerite de Clermont, dont postérité
  - Barthélémy de Senlis (?-1151), mort en croisade, doyen de Notre-Dame de Paris, évêque-comte de Chalons-en-Champagne
  - Hugues Ier "Le Loup de Senlis" (?-apr. 1170), époux de Apolline,  donne en 1143 à l'abbaye de Montmartre un étal du Marché de Paris tenu par (Reutia) sa fille, fait un don à l'abbaye Notre-Dame d'Yerres
  - Pierre de Senlis (?-?), archidiacre de l'Église de Soissons
  - Etienne de Senlis, doyen de l'Église de Senlis (1182), le pape Lucius III confirme ses donations à son Église par une bulle du 30 juin 1182.
  - Marguerite de Senlis, épouse Renaud de Bulles, comte de Dammartin
  - Clémence de Senlis (?- 1/mai/1183), abbesse de l'abbaye Notre-Dame d'Yerres
- Etienne de Senlis, évêque de Paris
- Hervé de Senlis,
- Robert de Senlis ?

## Écrits
On a quelques lettres de lui : 16 dans Histoire de France, XV 328-328-338 ; 13 dans Migne, CLXXIII, 1411-1420.

## Sources
- Histoire littéraire de la France, Par Antoine Rivet de la Grange, François Clément, Charles Clémencet, Pierre Claude François Daunou, Joseph Victor Le Clerc, Barthélemy Hauréau...
- Google Livres : Barthélemy Hauréau,Paul Meyer - Histoire littéraire de la France, Volume 12 - Firmin Didot - 1830